# Narciso Alonso Cortés
Narciso Alonso Cortés (Valladolid, 11 de març de 1875 — Valladolid, 19 de maig de 1972) va ser un poeta, investigador i historiador de la literatura espanyol.
Va seguir l'ensenyament primari en el col·legi San Luis Gonzaga de Valladolid. Es va doctorar en Dret en la Universitat Central de Madrid en el curs 1896-97. Va contreure matrimoni el 7 de gener de 1899, en l'església de Nuestra Señora de la Antigua de Valladolid amb Victorina Fernández-Vicario, amb la qual va tenir deu fills. Valladolid fou a la fi del segle xix la capital que va començar a reclamar un velòdrom. Mentre això arribava els ciclistes s'ensenyorien del passeig del Campo Grande.
En la seva joventut, Narcís va participar en les competicions de bicicletes que es realitzaven allí per a establir records locals. El 1903, Alonso Cortés va ser promotor de la Sociedad Castellana de Excursiones (1903) i de Revista Castellana (1915); també fou col·laborador de Castilla, revista regional ilustrada (1918-1919), editada a Toledo, i secretari de la Sociedad de Estudios Castellanos. El 1931, el Pacte Federal Castellà va merèixer la seva atenció en el seu article "Política regionalista: la Federación Castellana" (El Norte de Castilla, 14 de mayo de 1931).
L'estiu era el temps del descans, de la correcció de les galerades dels seus llibres, o de les excursions amb els fills grans a la recerca de romanços i cançons o per a veure museus o monuments famosos. Com a bon admirador del poble al que se sentia arrelat, no deixava escapar cap paraula o refrany. Membre de la Real Academia Española des de 1946. Es va distingir com estudiós de Zorrilla i Lope de Rueda. Era traductor d'obres en llengua portuguesa. També era aficionat a la tauromàquia, al teatre i a la sarsuela. La ciutat de Valladolid li va rendir un gran homenatge amb motiu del seu funeral.
Entre les seves obres Ensayos sobre literatura regional castellana reuneix tres aportacions veritablement significatives de l'autor. Dos pertanyen al llibre avui perdut, "Jornadas" i el tercer és inèdit: "Historia de la literatura regional castellana". Són treballs que responen a l'ideal castellanista de l'autor. Reflecteix un moment de la història d'Espanya que el regionalisme castellà aflora. Castella no vol romandre al marge. Per a això es van esforçar escriptors de tota índole i capacitat amb l'objecte de formar una consciència regional pròpia.
Va tenir com alumne, el que després seguiria els seus passos, tant com a escriptor i poeta el famós periodista Félix Antonio González (1921-2009).,

## Obres
- Romances populares de Castilla (1906)
- Elementos de preceptiva literaria (1907)
- Juan Martínez Villergas, Bosquejo biográfico-crítico (1913)
- Casos cervantinos que tocan a Valladolid (1916)
- Cervantes en Valladolid (1918)
- El falso "Quijote" y Fray Cristóbal de Fonseca (1920)
- Jornadas: artículos varios (1920)
- Fábulas castellanas (1923)
- Representaciones populares (1924)
- El teatro de Valladolid desde los siglos XVI al XVIII (1925)
- Ejercicios de gramática castellana (1932)
- Bosquejo de historia general de la literatura (1941)
- Espronceda: ilustraciones biográficas y críticas. (En su centenario) (1942)
- Las cien mejores poesías del siglo XIX (1942)
- Peligros de villancicos de los siglos XVII, XVIII y XIX (1943)
- Historia de la literatura española (1930)
- Los cofrades de Santa Maria de Esgueva (1940)
- El teatro de Valladolid durante el siglo XIX (1947)
- Ensayos sobre literatura regional castellana (pòstum, 1985)
- Miscelánea Vallisoletana (1955)